# 達邦部落
達邦部落，位於臺灣嘉義縣阿里山鄉達邦村，是原住民族委員會核定的一個鄒族部落，舊稱踏枋社，與特富野部落同為鄒族現存的兩大社之一，亦為鄒族人口最多的一個部落。

## 地理位置
該部落範圍今屬臺灣嘉義縣阿里山鄉達邦村1-7鄰，位於曾文溪上游長谷川溪及伊斯基安那溪兩支之間的河階台地，與特富野部落之間有伊斯基安那溪相隔。

## 歷史

### 史前時期
根據鄒族的創世神話，天神哈莫（Hamo）降落玉山後，搖落楓葉，創造了鄒族人，並繁衍出了個氏族。後來發生大洪水，人們逃到玉山避難。洪水退去後，各氏族以玉山為中心做放射狀遷移，其中特士庫（Tosku，杜家）、諾雅查奇安那（Noacaciana，莊家）、悟吉納（E'ucna，溫家）等氏族直接遷移至曾文溪上游的伊斯基安那（Iskiana）建立部落，並在此建立「庫巴」（Kuba，男子會所）。惟莊新生等人認為玉山起源之創世神話與現存證據有諸多不吻合之處，尤其特士庫氏族的口傳歷史中提及其祖先源自於西部地區，認為鄒族可能原居於台南平原一帶，直到300年前因漢人壓迫離開平原遷居山上。

### Uyongana時期
後來，後來尼雅荷撒氏（Niahosa）邀請Yatauyongana、Yaisikana，及特士庫氏等氏族前往Luyana建立特富野部落。然而新部落建立後，尼雅荷撒氏和特士庫氏遂因權力鬥爭產生衝突，後來尼氏聯合特富野其他氏族，推倒了特士庫氏的庫巴。於是特氏只好到Uyongana氏的領地建立庫巴，但僅將庫巴交由Noacaciana氏及其養子Icanhaya管理，特士庫氏則遷回原本被推倒家屋的地方重建家屋，繼續與尼氏對抗。後來尼氏擊敗特氏，聚落的權力中心才移到Uyongana地區。新聚落在建立之初受到特富野尼雅荷撒氏的嚴重威脅，但在特富野Yasikana氏的庇護下，部落才得以在特富野部落的陰影下繼續存續。後來伊姆諸社的達邦氏（Tapangu）加入Uyongana部落，成為部落的領導者，並帶領該部落進入強盛時期。而部落名稱也從「Uyongana」改為「Tapangu」，是為達邦部落今名的由來。自此達邦部才正式完全獨立。

## 分支
隸屬於達邦的小社有達德安（taptuana）、里佳（nia-e'ucna）、 tau'oc'o、閘閘部古（sasango）、鱉頭（fitfa）、yo'hunge、札札亞（cacaya）、山美（saviki）等9社。

## 氏族
達邦部落是由諸氏族及亞氏族所構建之聚落，莊新生將達邦部落的原始氏族區分為「玉山神話氏族系統」、「西部移入氏族系統」、「加入氏族」等三大系統。
| 氏族                  | 漢姓 | 備註 |
| --------------------- | ---- | ---- |
| 特士庫（Tosku）       | 杜   |      |
| Yakumangana           | 楊   |      |
| Uyongana              | 吳   |      |
| Tapangu no fiteuana   | 方   |      |
| Tapangu no kubana     | 方   |      |
| Peongsi               | 汪   |      |
| Moe'oana              | 毛   |      |
| Noacaciana            | 莊   |      |
| Noacaciana no voyuana | 莊   |      |
| E'ucna puutu          | 溫   |      |
| E'ucna mini           | 溫   |      |
| E'ucna no noacaciana  | 溫   |      |
| 亞細允古（Yasiyungu） | 安   |      |
| Yasakiei              | 洋   |      |
| 優路拿納（Yulunana）  | 湯   |      |

## 建築

### 庫巴
「庫巴」（Kuba）為鄒族的男子會所，為部落傳統上的權力中心及神聖場域。鄒族男性的一生與庫巴緊密結合，從周歲祝福儀式，到後續戰技訓練，以及成年禮皆在庫巴進行。鄒族的重要祭典瑪雅斯比亦在此進行。在鄒族族群政治結構中，大社（Hosa）為鄒族的政治與祭儀單位，大社下面會領導數個小社（lenohi`u）。大社必須要有能力舉辦所有的傳統祭儀，和擁有獨立的「庫巴」，其餘小社僅能建造「Hufu」。在日治時期之前，鄒族共有達邦（Tapangʉ）、特富野（Tfuya）、魯富都（Luhtu）、伊姆諸（Imucu）四個大社，彼此之間處於時而分立又相互聯合的狀態。後來魯富都及伊姆諸逐漸衰亡，如今僅有達邦及特富野兩座大社，因此目前庫巴建築亦僅有兩座。
根據口述歷史，特士庫氏族（Tosku）在伊斯基安那（Iskiana）建造了第一座庫巴。後來尼雅荷撒氏（Niahosa）邀請Yatauyongana、Yaisikana，及特士庫氏等氏族前往Luyana建立特富野部落。於是特士庫氏拆除了伊斯基安那的庫巴，將原本的庫巴中柱帶至特富野共同建立新的庫巴。然而新部落建立後，尼雅荷撒氏和特士庫氏遂因權力鬥爭產生衝突，於是特氏便在特富野的庫巴旁建立新的庫巴，但尼氏旋即聯合其他氏族將特氏的庫巴推倒。特士庫氏只得聯合Noacaciana氏，自伊斯基安那取回原來庫巴的另一根中柱，搬遷至Uyonhana的領地建立庫巴，是為達邦社庫巴的由來。

## 祭儀
目前達邦部落尚保留的祭儀包含瑪雅斯比（Mayasvi）、收穫祭（Homeyaya）、播種祭（Miapo）。其中瑪雅斯比屬於全部落性的祭典，後兩者則屬於家族性的祭典。

### 小米播種祭
小米播種祭為鄒族歲時祭儀中，每年最早舉行的一個。該祭儀屬於家族性的祭儀，傳統上以女子主持之，目前則無此限制。通常在聖誕節後至元旦期間舉行，以小米播種儀式祈求小米豐收。

### 小米豐收祭
小米（ton'u）為鄒族人的過去主食，因此有許多配合小米生長時序的相關祭儀。而獵祭、河祭、路祭等其他重要祭儀，也是小米週期儀式為中心舉辦，這些祭儀接合稱小米祭儀（mee ton’u）。日治時期以前，特富野社的小米祭是在每年第七個月圓到第八個月圓間的一個月間舉行，並會根據當年的事件，決定是否舉行瑪雅斯比。過去小米祭的時長可達一個月，但在日本政府的管控下，祭儀時間方才逐步縮短，達邦社還自主廢除殺豬傳統。如今達邦社的小米豐收祭為兩日，鄰近的特富野社僅有一日。

### 瑪雅斯比
瑪雅斯比的時間約在二月或八月，在鄒族中僅有達邦及特富野社舉行。瑪雅斯比舉行的時機，大致有三種：其一是出草或征戰歸來，其二是修葺會所，其三是在小米收穫祭後，視當年是否有重大變故或災厄而舉行。在特富野部落，該祭儀會於「庫巴」前的廣場前舉行，並祭祀天神哈莫、軍神亞伐霏歐（yi'afafeoi）、司命神波送弗依（bosonfihi），以及過去遭到馘首的人頭靈魂（hitsu）。祭典由迎神曲開始，在三天二夜的歌舞後，於最後一日午夜十二時吟唱送神曲結束。
如今的瑪雅斯比源自於早期的敵首祭儀（mee hangʉ），在鄒族尚有獵首（yofngu）習俗時，鄒族會於小米豐收祭後舉辦路祭（smoceonʉ），修繕道路並出草獵首。如果有成功獲得敵人的人頭（hangʉ），便會將人頭插在樹上，並切下一小塊豬肉放在另一根竹竿餵食人頭，之後將竹竿插在神樹上，並取下人頭放在廣場中央。此時獵得人頭的戰士會擔任主祭者，以人頭為中心跳舞，跳了五圈之後，眾人再將人頭放入庫巴的敵首籠中。此時五大家族會將各自的小米酒倒在一起，用於祭祀敵首籠內的人頭。經過一連串儀式後，會舉辦成年禮。日治時期的人類學者鳥居龍藏和森丑之助為當時曾分別進入特富野社和達邦社的庫巴中，盜取兩社敵首籠中的頭骨帶回東京大學標本室研究。森丑之助在偷了五顆頭顱後，深感不安，在十一年後寫了〈偷竊骷髏懺悔錄〉一文。
後來在日本政府的威逼利誘之下，鄒族終於放棄了獵首行為，但仍以過去保存的人頭繼續進行獵首祭儀。1936年4月2日，特富野社在丸山警部補與其他職員的見證下，將過去保存的數百顆人頭全數掩埋。在缺乏實質敵首的狀況下，社群長蒐集了部分相關祭儀，並將原先敵首祭儀重新擷取，整理成瑪雅斯比（mayasvi）。「瑪雅斯比」原先指的是敵首祭儀中輪舞的一部份，但後來以此稱呼整個祭儀。
由於達邦部落的瑪雅斯比不像特富野部落曾經長期中斷，因此保留了鄒族最完整的祭儀，在儀式上較特富野部落傳統且保守。相較特富野部落可以對外演奏某些神聖場合才能唱的樂曲，達邦對於傳統禁忌的約束性則較為強烈。